# Языки Республики Конго
Официальным языком Республики Конго является французский. Другими языками в основном являются языки банту, а двумя "национальными" языками в стране являются китуба и лингала (13%), последующие батеке, мбоши (17,3%), и более 40 других языков, включая языки пигмеев (1,4%), которые не относятся к языкам банту. По данным международной организации франкоязычных стран (МОФ) на 2022 год 61 % населения Республики Конго владеет французским языком.
По данным исследования Омара Масуму, 88% браззавильцев старше 15 лет могут писать простые фразы по-французски.
Согласно Университету Лаваля, из-за гражданских войн, потрясших страну, французский язык стал "языком-убежищем" для различных вооружённых группировок. К примеру, говорящие, которые некомпетентны в китуба (особенно на юге), конго и лингала (особенно на севере), предпочитают говорить по-французски по соображениям безопасности. Из-за боязни выявления своей этнической принадлежности, конголезцы перешли на французский, который помогает сохранить их анонимность.
Китуба (или мунукутуба) представляет собой креольский конго, который понимают многие говорящие на различных диалектах конго. Язык используют 50,35% конголезского населения, которое живёт вдоль железной дороги Конго-Оушен, соединяющей Браззавиль с Пуэнт-Нуаром на юге страны.
Лингала является языком президента Дени Сассу-Нгессо, и на котором говорят в основном на севере страны. Это тот язык, который наиболее быстро вырос в Конго за последние несколько лет.
Батеке образуют 18% населения и чаще всего в департаментах Плато, Западный Кювет (где батеке известны как мбети и теге), Ниари (известны как нзаби), Буэнза и Пул.
Лари - смесь различных идиом конго и теке, и это язык, на котором говорят в департаменте Пул.
Доминирующим языком жестов является нигерийский жестовый язык, влияние местных жестов и обычаев.